# Copa de la Reina de baloncesto 2020
La Copa de la Reina 2020 corresponde a la 58.ª edición de dicho torneo. Se celebró entre el 5 y el 8 de marzo de 2020 en el Pabellón Multiusos Sánchez Paraíso de Salamanca.

## Equipos clasificados
Antes del inicio de la temporada, las reglas de la Federación Española de Baloncesto establecieron que los siete mejores equipos clasificados después del final de la primera mitad de la liga 2019–20 (13.ª jornada, 21 de diciembre de 2019) jugarán la competición junto con el anfitrión elegido por la federación, en su caso el Perfumerías Avenida.
| Pos. | Equipo                       | PJ | G  | P | PF  | PC  | DP   | Pts | Clasificación    |
| ---- | ---------------------------- | -- | -- | - | --- | --- | ---- | --- | ---------------- |
| 1    | Spar Citylift Uni Girona     | 13 | 12 | 1 | 849 | 661 | +188 | 25  | Cabezas de serie |
| 2    | Perfumerías Avenida (H)      | 13 | 11 | 2 | 928 | 721 | +207 | 24  | Cabezas de serie |
| 3    | Valencia Basket              | 13 | 10 | 3 | 847 | 722 | +125 | 23  | Cabezas de serie |
| 4    | Lointek Gernika Bizkaia      | 13 | 9  | 4 | 892 | 755 | +137 | 22  | Cabezas de serie |
| 5    | Ciudad de La Laguna Tenerife | 13 | 8  | 5 | 896 | 934 | −38  | 21  |                  |
| 6    | Cadí La Seu                  | 13 | 7  | 6 | 821 | 792 | +29  | 20  |                  |
| 7    | Lecturale Art Araski         | 13 | 7  | 6 | 810 | 800 | +10  | 20  |                  |
| 8    | Durán Maquinaria Ensino Lugo | 13 | 6  | 7 | 829 | 822 | +7   | 19  |                  |

 Fuente: Liga Femenina

## Árbitros
Los siguientes árbitros fueron designados por la FEB para dirigir los encuentros de la competición.
- Mikel Cañiguera Novella
- Igor Esteve Malmierca
- Fabio Fernández Esteban
- Pol Franquesa Vázquez
- María Ángeles García Crespo
- Carlos Javier García León
- Asunción Langa de Martín
- Paula Lema Parga
- Ángel de Lucas de Lucas
- Jorge Muñoz García
- Sandra Sánchez González
- Asier Quitas Álvarez

## Cuadro
A continuación se detallan todos los partidos que componen a la edición. Actuó como equipo local el que mejor clasificación haya obtenido al finalizar la primera vuelta de la liga regular.
|  | Cuartos de final     | Cuartos de final     | Cuartos de final     |                      |                      | Semifinales          | Semifinales | Semifinales |  |                     | Final               | Final      | Final      |  |
|  | 5 y 6 de marzo       | 5 y 6 de marzo       | 5 y 6 de marzo       |                      |                      | 7 de marzo           | 7 de marzo  | 7 de marzo  |  |                     | 8 de marzo          | 8 de marzo | 8 de marzo |  |
|  |                      |                      |                      |                      |                      |                      |             |             |  |                     |                     |            |            |  |
|  |                      |                      |                      |                      |                      |                      |             |             |  |                     |                     |            |            |  |
|  | Gernika Bizkaia      | Gernika Bizkaia      | 80                   |                      |                      |                      |             |             |  |                     |                     |            |            |  |
|  | Gernika Bizkaia      | Gernika Bizkaia      | 80                   |                      |                      |                      |             |             |  |                     |                     |            |            |  |
|  | RPK Araski           | RPK Araski           | 83                   |                      |                      |                      |             |             |  |                     |                     |            |            |  |
|  | RPK Araski           | RPK Araski           | 83                   |                      | RPK Araski           | RPK Araski           | 45          |             |  |                     |                     |            |            |  |
|  | 5 de marzo           |                      |                      |                      | RPK Araski           | RPK Araski           | 45          |             |  |                     |                     |            |            |  |
|  |                      |                      | Perfumerías Avenida  | Perfumerías Avenida  | 60                   |                      |             |             |  |                     |                     |            |            |  |
|  | Perfumerías Avenida  | Perfumerías Avenida  | Perfumerías Avenida  | Perfumerías Avenida  | 60                   | 89                   |             |             |  |                     |                     |            |            |  |
|  | Perfumerías Avenida  | Perfumerías Avenida  |                      |                      |                      |                      |             |             |  |                     |                     |            |            |  |
|  | Ensino Lugo          | Ensino Lugo          | 43                   |                      |                      |                      |             |             |  |                     |                     |            |            |  |
|  | Ensino Lugo          | Ensino Lugo          | 43                   |                      |                      |                      |             |             |  | Perfumerías Avenida | Perfumerías Avenida | 76         |            |  |
|  |                      |                      |                      |                      |                      |                      |             |             |  | Perfumerías Avenida | Perfumerías Avenida | 76         |            |  |
|  |                      |                      | Spar CityLift Girona | Spar CityLift Girona | 58                   |                      |             |             |  |                     |                     |            |            |  |
|  | Spar CityLift Girona | Spar CityLift Girona | Spar CityLift Girona | Spar CityLift Girona | 58                   | 56                   |             |             |  |                     |                     |            |            |  |
|  | Spar CityLift Girona | Spar CityLift Girona |                      |                      |                      |                      |             |             |  |                     |                     |            |            |  |
|  | Cadí La Seu          | Cadí La Seu          | 51                   |                      |                      |                      |             |             |  |                     |                     |            |            |  |
|  | Cadí La Seu          | Cadí La Seu          | 51                   |                      | Spar CityLift Girona | Spar CityLift Girona | 77          |             |  |                     |                     |            |            |  |
|  | 6 de marzo           |                      |                      |                      | Spar CityLift Girona | Spar CityLift Girona | 77          |             |  |                     |                     |            |            |  |
|  |                      |                      | Valencia Basket      | Valencia Basket      | 60                   |                      |             |             |  |                     |                     |            |            |  |
|  | Valencia Basket      | Valencia Basket      | Valencia Basket      | Valencia Basket      | 60                   | 69                   |             |             |  |                     |                     |            |            |  |
|  | Valencia Basket      | Valencia Basket      |                      |                      |                      |                      |             |             |  |                     |                     |            |            |  |
|  | Ciudad de La Laguna  | Ciudad de La Laguna  | 54                   |                      |                      |                      |             |             |  |                     |                     |            |            |  |
|  | Ciudad de La Laguna  | Ciudad de La Laguna  | 54                   |                      |                      |                      |             |             |  |                     |                     |            |            |  |
|  |                      |                      |                      |                      |                      |                      |             |             |  |                     |                     |            |            |  |

### Cuartos de final
| 5 de marzo de 2020 | Gernika Bizkaia                                                               | 80–83                                             | RPK Araski                                                                    | Salamanca |  |
| 18:00              | Parciales: 10–17, 20–24, 20–17, 25–17 (T.E.: 5–8)                             | Parciales: 10–17, 20–24, 20–17, 25–17 (T.E.: 5–8) | Parciales: 10–17, 20–24, 20–17, 25–17 (T.E.: 5–8)                             | |  |
|                    | Estadísticas Nikolina Milić 23 Belén Arrojo 9 Julie Wojta 6 Nikolina Milić 26 | Reporte Pts Reb Asts Val                          | Estadísticas 18 Tania Pérez 7 Raquel Carrera 4 María Asurmendi 23 Tania Pérez | Pabellón: Pabellón Multiusos Sánchez Paraíso Asistencia: 1.500 espectadores Árbitros: Paula Lema Parga, Asunción Langa de Martín, María Ángeles García Crespo Televisión: Teledeporte |  |

| 5 de marzo de 2020 | Perfumerías Avenida                                                       | 89–43                                | Ensino Lugo                                                                                    | Salamanca |  |
| 20:30              | Parciales: 28–15, 22–4, 18–11, 21–13                                      | Parciales: 28–15, 22–4, 18–11, 21–13 | Parciales: 28–15, 22–4, 18–11, 21–13                                                           | |  |
|                    | Estadísticas Jewell Loyd 17 Emese Hof 6 Sílvia Domínguez 6 Jewell Loyd 19 | Reporte Pts Reb Asts Val             | Estadísticas 12 Shereesha Richards 7 Shereesha Richards 2 tres jugadoras 12 Shereesha Richards | Pabellón: Pabellón Multiusos Sánchez Paraíso Asistencia: 4.500 espectadores Árbitros: Asier Quintas Álvarez, Mikel Cañigueral Novella, Sandra Sánchez González Televisión: Teledeporte |  |

| 6 de marzo de 2020 | Spar CityLift Girona                                                                      | 56–51                                 | Cadí La Seu                                                                                    | Salamanca |  |
| 18:00              | Parciales: 15–15, 18–10, 12–14, 11–12                                                     | Parciales: 15–15, 18–10, 12–14, 11–12 | Parciales: 15–15, 18–10, 12–14, 11–12                                                          | |  |
|                    | Estadísticas Adaora Elonu 13 Naîgnouma Coulibaly 14 Adaora Elonu 4 Naîgnouma Coulibaly 18 | Reporte Pts Reb Asts Val              | Estadísticas 15 Tinara Nicole Moore 7 Irati Etxarri 3 Sydney Rose Wiese 17 Tinara Nicole Moore | Pabellón: Pabellón Multiusos Sánchez Paraíso Asistencia: 2.500 espectadores Árbitros: Ángel de Lucas de Lucas, Jorge Muñoz García, Igor Esteve Malmierca Televisión: Teledeporte |  |

| 6 de marzo de 2020 | Valencia Basket                                                                  | 69–54                                | Ciudad de La Laguna                                                         | Salamanca |  |
| 20:30              | Parciales: 15–11, 11–10, 17–26, 26–7                                             | Parciales: 15–11, 11–10, 17–26, 26–7 | Parciales: 15–11, 11–10, 17–26, 26–7                                        | |  |
|                    | Estadísticas Meiya Tireira 23 Rosó Buch, Anna Gómez 8 Anna Gómez 7 Anna Gómez 21 | Reporte Pts Reb Asts Val             | Estadísticas 16 Astou Traoré 9 Lyndra Weaver 4 Bintou Diémé 19 Astou Traoré | Pabellón: Pabellón Multiusos Sánchez Paraíso Asistencia: 3.000 espectadores Árbitros: Carlos Javier García León, Pol Franquesa Vázquez, Fabio Fernández Esteban Televisión: Teledeporte |  |

### Semifinales
| 7 de marzo de 2020 | RPK Araski                                                                                | 45–60                               | Perfumerías Avenida                                                     | Salamanca |  |
| 13:00              | Parciales: 14–13, 9–13, 14–15, 8–19                                                       | Parciales: 14–13, 9–13, 14–15, 8–19 | Parciales: 14–13, 9–13, 14–15, 8–19                                     | |  |
|                    | Estadísticas Raquel Carrera 12 Tamara Seda 9 María Asurmendi 4 Shacobia Shaunte Barbee 12 | Reporte Pts Reb Asts Val            | Estadísticas 21 Tiffany Hayes 13 Laura Gil 3 Maite Cazorla 24 Laura Gil | Pabellón: Pabellón Multiusos Sánchez Paraíso Asistencia: 3.500 espectadores Árbitros: Ángel de Lucas de Lucas, Asunción Langa de Martín, Pol Franquesa Vázquez Televisión: Teledeporte |  |

| 7 de marzo de 2020 | Spar CityLift Girona                                                                                          | 77–60                                | Valencia Basket                                                                     | Salamanca |  |
| 16:30              | Parciales: 24–24, 19–18, 16–12, 18–6                                                                          | Parciales: 24–24, 19–18, 16–12, 18–6 | Parciales: 24–24, 19–18, 16–12, 18–6                                                | |  |
|                    | Estadísticas Sonja Vasić, Abby Kate Bishop 16 Abby Kate Bishop 7 Laia Palau 9 Abby Kate Bishop, Laia Palau 19 | Reporte Pts Reb Asts Val             | Estadísticas 11 Joy Alexis Brown 6 Queralt Casas 3 Anna Gómez 14 Julia Reisingerova | Pabellón: Pabellón Multiusos Sánchez Paraíso Asistencia: 3.500 espectadores Árbitros: Asier Quintas Álvarez, Mikel Cañigueral Novella, Sandra Sánchez González Televisión: Teledeporte |  |

### Final
| 8 de marzo de 2020 | Perfumerías Avenida                                                                                    | 76–58                                 | Spar CityLift Girona                                                           | Salamanca |  |
| 13:00              | Parciales: 22-17, 21-16, 17-12, 16-13                                                                  | Parciales: 22-17, 21-16, 17-12, 16-13 | Parciales: 22-17, 21-16, 17-12, 16-13                                          | |  |
|                    | Estadísticas Tiffany Hayes 25 Emese Eva Hof, Laura Gil 7 Silvia Domínguez Fernández 4 Tiffany Hayes 24 | Reporte Pts Reb Asts Val              | Estadísticas 14 Sonja Vasić 8 Naignouma Coulibaly 4 Sonja Vasić 15 Sonja Vasić | Pabellón: Pabellón Multiusos Sánchez Paraíso Asistencia: 5000 espectadores Árbitros: Carlos Javier García León, Paula Lema Parga, Fabio Fernández Esteban Televisión: Teledeporte |  |

| Ganadoras de la Copa de la Reina 2020 |
| ------------------------------------- |
| Perfumerías Avenida 9º título         |